# Chrysocraspeda spudaea
Chrysocraspeda spudaea là một loài bướm đêm trong họ Geometridae.